# Aino Aalto

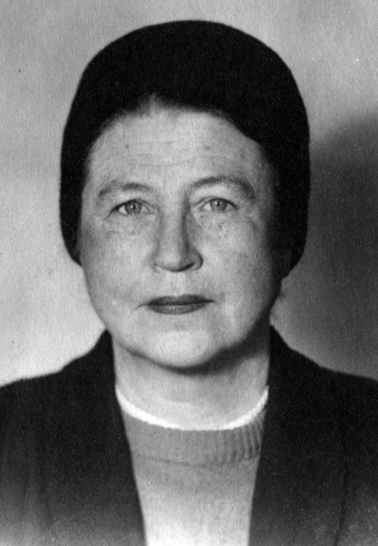
Aino Aalto

Aino Aalto [ˈɑi̯nɔ ˈɑːltɔ], eigentlich Aino Maria Marsio-Aalto (geborene Mandelin, nach 1906 Marsio; * 25. Januar 1894 in Helsinki; † 13. Januar 1949 ebenda), war eine finnische Architektin und Designerin.

## Leben
Aino Marsio beendete ihre Schulausbildung 1913 an der Helsingin Suomalainen Tyttökoulu, der finnischen Mädchenschule Helsinkis. Am Technischen Institut in Helsinki begann sie im selben Jahr mit dem Architekturstudium, das sie 1920 abschloss. Zeitgleich begann sie, für den Architekten Oiva Kallio in Helsinki praktisch zu arbeiten. 1923 ging Marsio nach Jyväskylä. Dort arbeitete sie zunächst im Architekturbüro von Gunnar Achilles Wahlroos, doch in den folgenden Jahren zog es sie mehr in die Arbeitsstätte des jungen Architekten Alvar Aalto. Liebe und Arbeit verbanden die beiden offiziell mit ihrer Ehe im Jahr 1925. Ihre Flitterwochen verbrachten die Aaltos wie so viele skandinavische Architekten und Designer in Italien. Die dort erworbenen Kenntnisse der herkömmlichen italienischen Architektur beeinflussten das Schaffen des Architektenteams.
1927 richteten sie in Kollaboration mit dem Architekten Erik Bryggman ihr Atelier in Turku ein. Sechs Jahre später gingen die Aaltos zurück nach Helsinki. Mit ihrem ersten Hausbau, ein Haus zum Leben und Arbeiten in Munkkiniemi, einem Vorort von Helsinki, setzten die Aaltos ihre Visionen auch für sich um.
Die Rolle von Aino Aalto hinsichtlich ihrer Mitwirkung am weltweiten Ruhm ihres Mannes ist noch nicht abschließend erforscht. Der Aalto-„Look“ prägte insbesondere in den 1930er Jahren schmale, hohe Sommervillen im klassisch nordischen Stil. Bestes Beispiel ist das eigene Sommerhaus der Aaltos, die Villa Flora in Alajärvi aus dem Jahr 1926, die 1938 ausgebaut wurde. Für die Villa Mairea in Noormarkku (1937–39) zeichnete Aino Aalto verantwortlich für die Innenarchitektur; zudem entwarf sie Möbel wie für das Paimio Sanatorium in den Jahren 1927 bis 1929.
1936 gewann sie gegen ihren Mann die Goldmedaille bei der Triennale in Mailand mit ihren Aino Aalto glasses. Sie schuf auch für die noch heute auch in Deutschland vertretene finnische Designfirma Iittala verschiedene Gläserformen. Ihre Aino-Aalto-Gläser, viel kopiert, verkaufen sich bis heute.

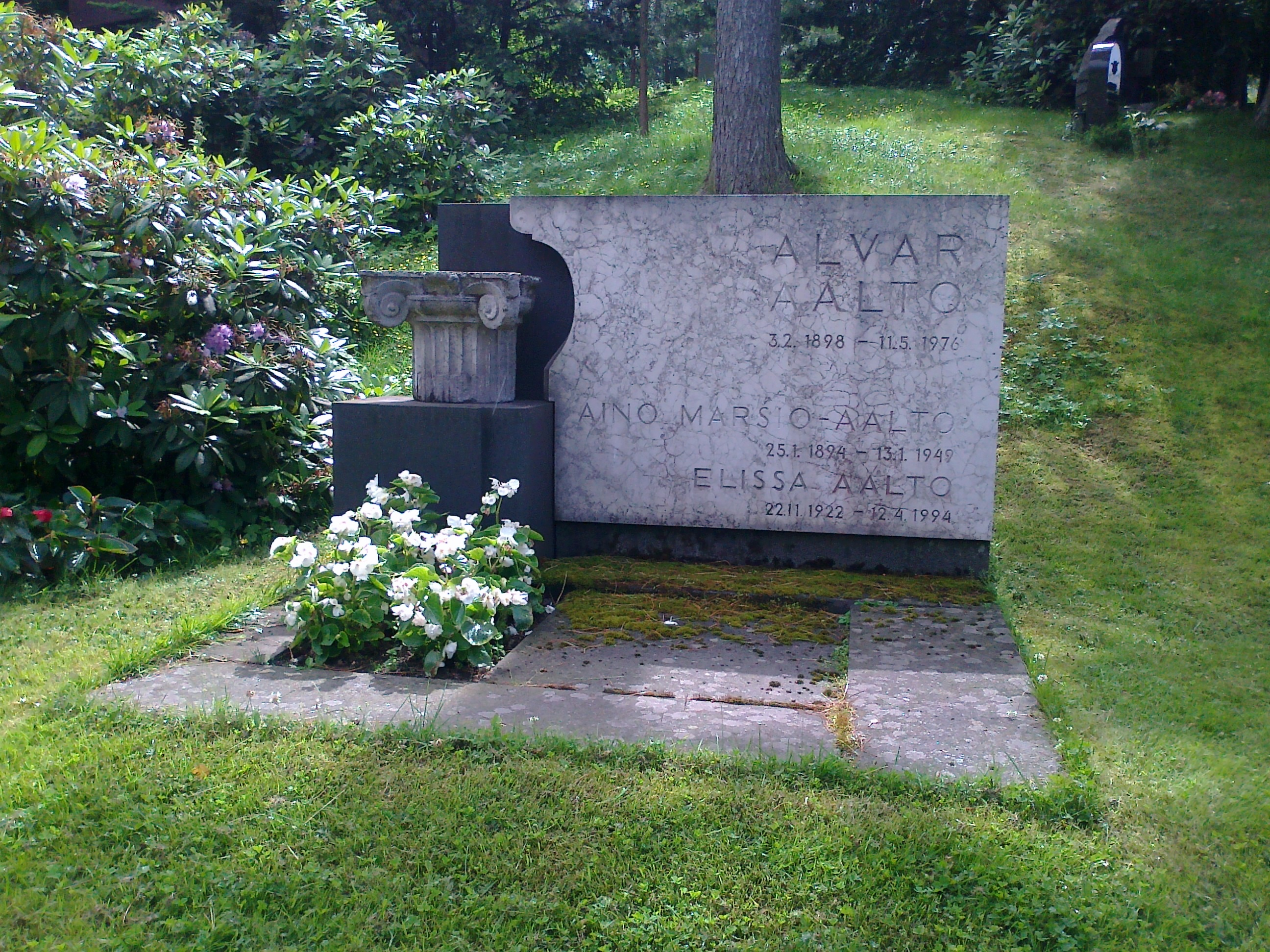
Die Grabstätte von Aino, Alvar und Elissa Aalto auf dem Friedhof Hietaniemi in Helsinki

Mit Alvar Aalto verband sie Ehe, Beruf und Unternehmensgeist: 1935 riefen die Aaltos zusammen mit Maire Gullichsen (Auftraggeberin der Villa Mairea) und Nils-Gustav Hahlin Artek ins Leben, ein Unternehmen, das bis heute Lampen und Möbel der Aaltos vertreibt. Aino Aalto firmierte als Chefdesignerin von Artek, gleichzeitig war sie für das Management verantwortlich. Für Artek zeichnete sie bahnbrechende Möbel und Einrichtungen.
Die Architekturhistorikerin Ulrike Eichhorn schreibt über sie:

„Aino Aalto forderte dazu heraus, Design neu zu denken, radikal neue Linien und Formen zu akzeptieren, die dennoch grundlegende Bedürfnisse erfüllen. Ihre Designphilosophie ist von einer zeitlosen Eleganz. Ihr Lebenswerk reicht von Architektur über Fotografie bis zu verschiedenen Bereichen der angewandten Kunst, sie hat neben Glas-Objekten auch Keramik, Beleuchtung und Stoffe konzipiert.“

Aino Aalto starb am 13. Januar 1949 wenige Tage vor Vollendung ihres 55. Lebensjahres in ihrer Geburtsstadt Helsinki an Brustkrebs. Sie fand ihre letzte Ruhestätte in einem Familiengrab auf dem Friedhof Hietaniemi in Helsinki, in dem später auch ihr Ehemann und dessen zweite Ehefrau Elissa begraben wurden.

## Bildergalerie

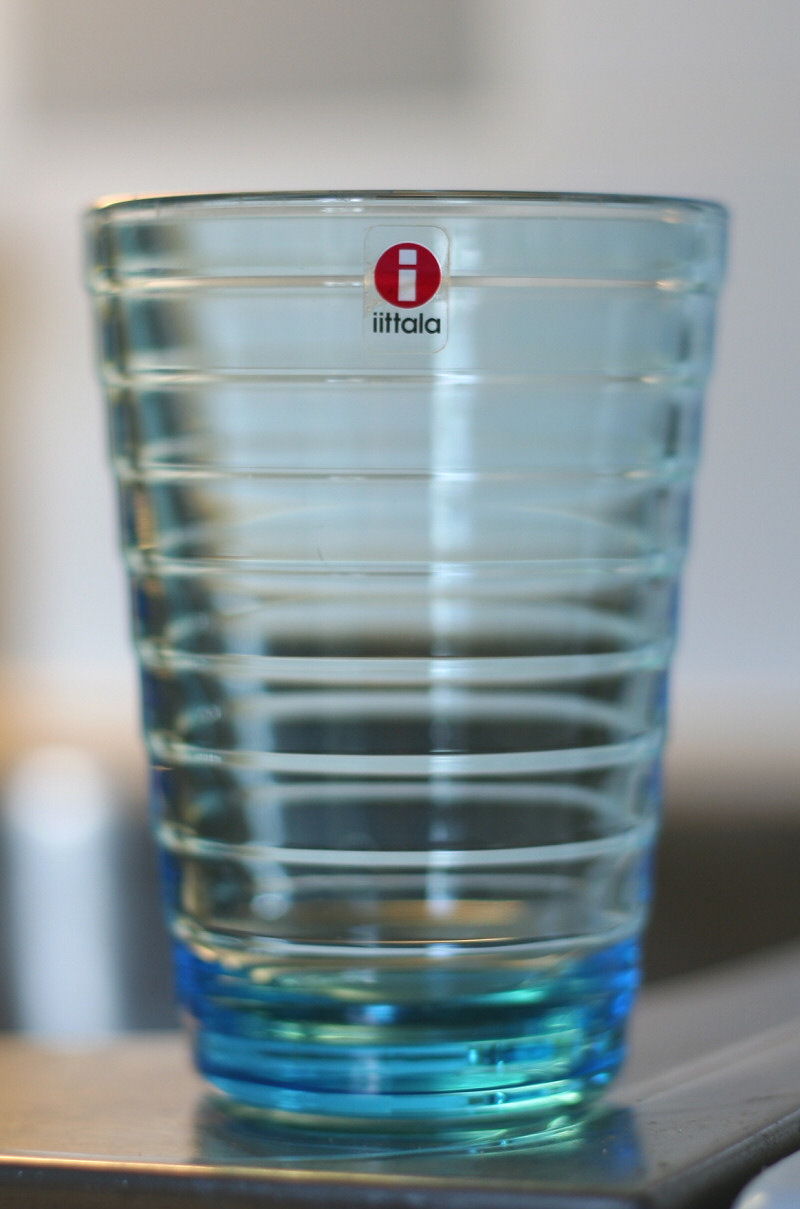
Bölgeblick-Glas von Aino Aalto
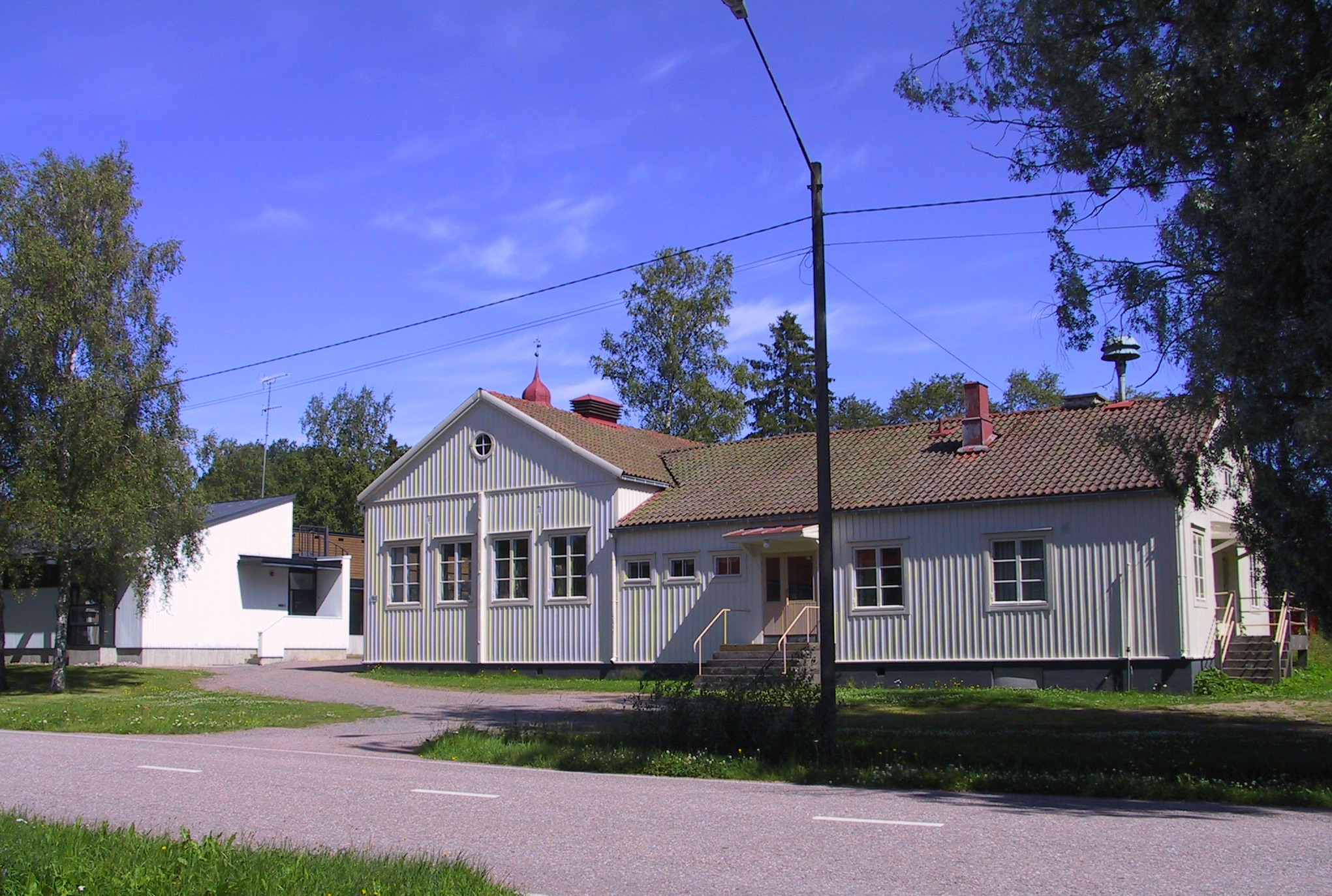
Gemeindezentrum in Pöytyä
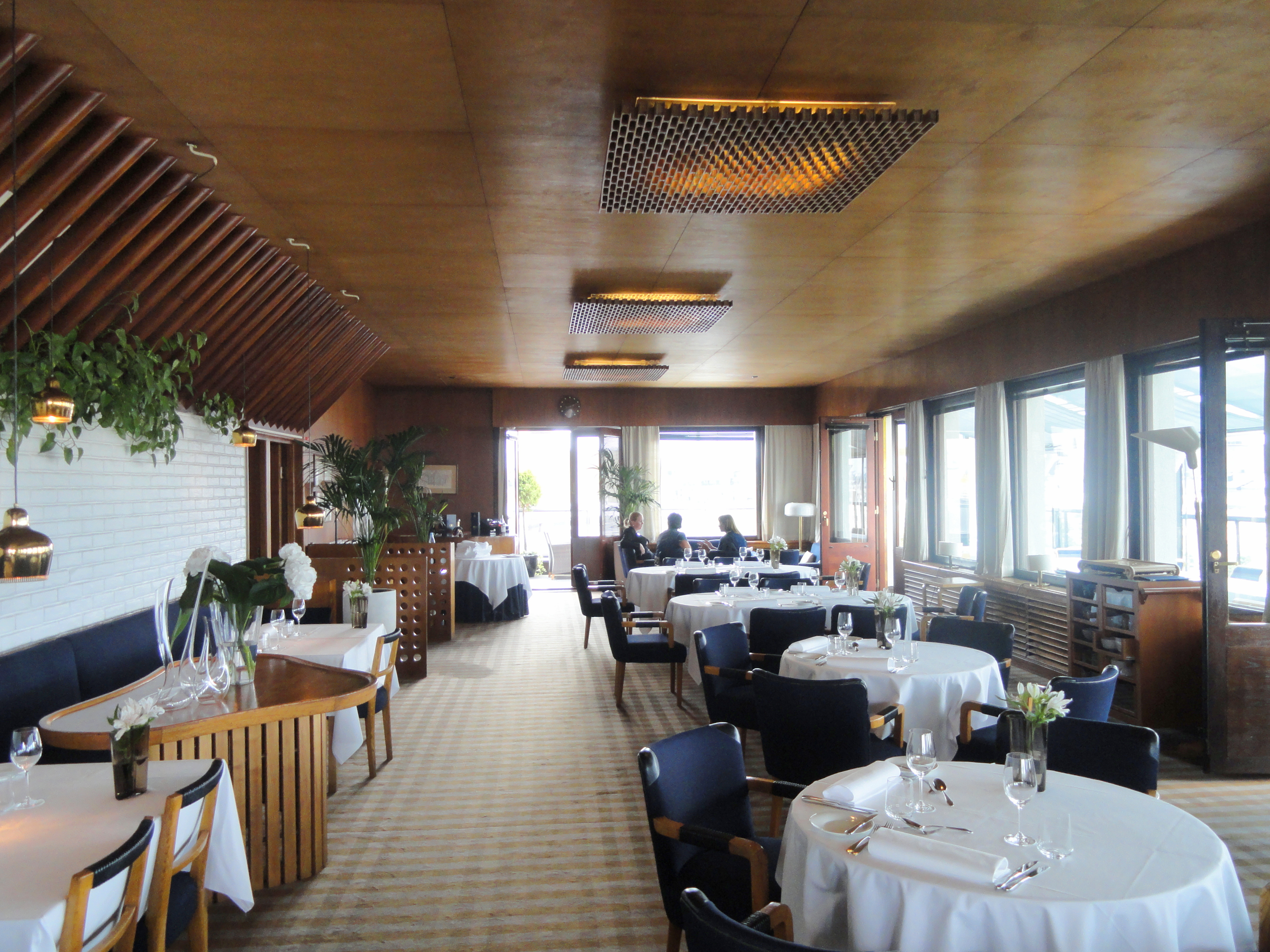
Restaurant Savoy (Helsinki) von Aino und Alvar Aalto in Kooperation mit Dora Jung und Artek (Möbel)